# Sterigmostemum acanthocarpum
Sterigmostemum acanthocarpum là một loài thực vật có hoa trong họ Cải. Loài này được Kuntze miêu tả khoa học đầu tiên.